# Apataki
Apataki est un atoll situé dans l'archipel des Tuamotu en Polynésie française dans le sous-groupe des Îles Palliser. Il est administrativement rattaché à la commune d'Arutua.

## Géographie

### Situation

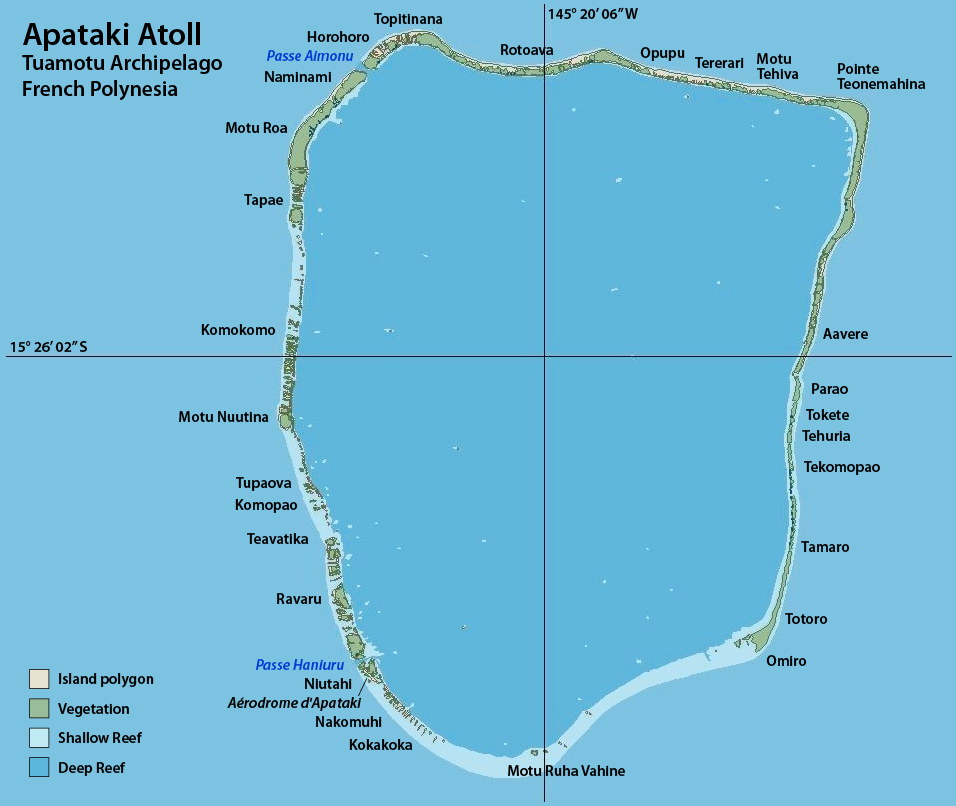
Carte topographique de l'atoll d'Apataki.

Apataki se trouve à 17 km à l'est d'Arutua, à 24 km au nord-est de Kaukura, et à 380 km au nord-est de Tahiti. C'est un atoll pratiquement rectangulaire de 36 km de longueur et 27,5 km de largeur maximales pour une surface de terres émergées de 20 km2, réparties en une trentaine de motu. Le lagon est d'une superficie de 706 km2, accessible par deux passes principales de communication avec l'océan.

### Géologie
D'un point de vue géologique, l'atoll est l'excroissance corallienne (de quelques mètres) du sommet d'un petit mont volcanique sous-marin homonyme, qui mesure 1 485 mètres depuis le plancher océanique, formé il y a 59,5 à 61,1 millions d'années.

### Démographie
En 2017, la population totale de Apataki est de 442 personnes, principalement regroupées dans le village de Niutahi au sud d'Apataki ; son évolution est la suivante :
| 204                                                     | 183 | 378 | 430 | 495 | 350 | 442 |
| Sources ISPF et Gouvernement de la Polynésie française. |     |     |     |     |     |     |

## Histoire
La première mention attestée de l'atoll est faite par l'explorateur hollandais Jakob Roggeveen qui l'aborde en 1722 et le nomme Hagemeister Island. Lors de son deuxième voyage, James Cook le visite le 19 avril 1774 et le rattache au groupe des îles Palliser.
Au milieu du XIXe siècle, l'atoll est évangélisé avec la fondation de la paroisse Saint-Philippe en 1852, puis la construction d'une nouvelle église homonyme en 1974 rattachée au diocèse de Papetee.

## Économie
L'atoll vit principalement de la pêche – avec environ une douzaine de tonnes de poissons (pêchés dans les parcs à poisson installés dans les passes et les hoas) exportés vers Tahiti chaque année –, de la culture du coprah et surtout de la perliculture. Cette dernière activité est limitée en 2017 à 750 lignes de collectage des naissains (au milieu du lagon) et 1 150 ha de lagon (à l'Est près de Niutahi) pour l'élevage et la greffe. Apataki présente également la particularité de ne posséder qu'un seul commerce, l'épicerie Pahai, qui permet l'approvisionnement des habitants de l'atoll en produits importés depuis Tahiti.
Par ailleurs, le tourisme plaisancier est relativement important à Apataki puisque l'atoll – en particulier sur le motu Tamaro – est une base de stockage en cale sèche des bateaux (jusqu'à 20 tonnes) hors des périodes de navigation et permet des travaux de carénage. Le tourisme classique participe également à l'économie de l'atoll.
Apataki possède, tout près de Niutahi, un petit aérodrome (code AITA : APK) inauguré en 1977 et long de 950 mètres. Il accueille, en moyenne, environ 300 vols et 1 500 passagers par an.